# La cugina Angelica
La cugina Angelica (La prima Angélica) è un film del 1973 diretto da Carlos Saura.